# Peugeot (Radsportteam)
Peugeot ist ein ehemaliges französisches Radsportteam. Es wurde 1904 gegründet und 1986 aufgelöst.

## Geschichte
Schon vor der Wende zum 20. Jahrhundert trat das Unternehmen Peugeot als Sponsor von Radrennfahrern auf, anfangs waren dies Bahnradsportler wie der Weltmeister von 1896, der Franzose Paul Bourillon, der mehrfache dänische Weltmeister Thorvald Ellegaard sowie der US-amerikanische Champion Major Taylor. In den Jahren vor dem Ersten Weltkrieg unterstützte es auch den Schweizer Oscar Egg, der auf Peugeot-Rädern Stundenweltrekorde aufstellte.
In dem ersten Jahr seines Bestehens, im Jahre 1904, bestand das Team nur aus einem Fahrer, dem Franzosen Hippolyte Aucouturier, der 1903 sowie 1904 Paris–Roubaix gewann. 1905 gelang seinem Landsmann Louis Trousselier der erste Tour-de-France-Sieg auf einem Peugeot-Rad, dem weitere folgten, wie etwa der des Belgiers Philippe Thys im Jahre 1920. 1925 wandte sich das Team Peugeot von der Tour ab und konzentrierte sich auf regionale Konkurrenzen, ein Zwischenspiel, das fünf Jahre dauerte. Allerdings wurden 1930 die Firmenmannschaften bei der Tour verboten, und es durften stattdessen nur Nationalmannschaften starten. Der erste prestigeträchtige Sieg nach dem Zweiten Weltkrieg für Peugeot gelang Camille Danguillaume 1949 bei Lüttich–Bastogne–Lüttich.
In den weiteren Jahren des Bestehens war Peugeot der Hauptsponsor, weitere Sponsoren waren meist Reifenproduzenten wie Michelin oder Dunlop.
1939 war erstmals ein Sportlicher Leiter eingesetzt worden, der Franzose Camille Narcy, der selbst von 1913 bis 1925, wenn auch wenig erfolgreich, Radprofi gewesen war. Er blieb bis 1952 in diesem Amt.
Von 1955 bis 1957 trug das Team den Namen Elvé beziehungsweise Elvé-Peugeot, nach den Initialen des Peugeot-Generalvertreters für Belgien, Léon Vanderhulst. Er finanzierte die Mannschaft, die in diesen Jahren ausschließlich aus belgischen Fahrern inklusive Stan Ockers und Rik Van Steenbergen bestand, nicht nur, sondern war auch als Sportlicher Leiter engagiert.

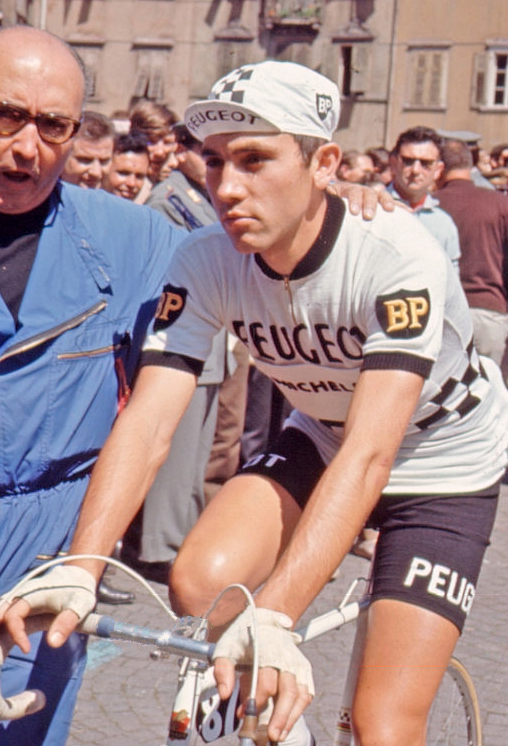
Eddy Merckx (1967)

Im Oktober 1957 gab Bertrand Peugeot eine Pressekonferenz, in der er erklärte, ab 1958 werde das Peugeot-Team wieder ein vornehmlich französisches Team sein, um die Marke zu stärken. Sportlicher Leiter wurde der ehemalige Peugeot-Fahrer Gaston Plaud, der bis 1977 diesen Posten ausfüllte. Ein belgischer Fahrer war Pino Cerami, der 1960 Paris–Roubaix gewann. Ab 1962 waren bei der Tour de France wieder Firmenmannschaften zugelassen, und Peugeot ging mit einer neunköpfigen Mannschaft an den Start. Ab diesem Jahr stießen weitere prominente Fahrer wie Ferdi Bracke (der elf Jahre lang bei Peugeot blieb), Charly Gaul und Tom Simpson sowie die Deutschen Rudi Altig und Karl-Heinz Kunde zum Team.
1966 und 1967 startete Eddy Merckx für das Peugeot-Team und wurde 1967 Weltmeister. Im selben Jahr stellte der Peugeot-Fahrer Bracke mit 48,093 Kilometern im Rom einen neuen Stundenweltrekord auf.
Ebenfalls 1967 gewann der Peugeot-Fahrer Roger Pingeon die Tour, nachdem sein Mannschaftskollege Tom Simpson nach der Einnahme von Amphetaminen am Mont Ventoux vom Rad gefallen und gestorben war. In dieser Zeit hieß der Arzt des Teams François Bellocq. Von ihm war bekannt, „dass er verschiedenste Dopingmittel verschrieben hat, einer seiner berühmtesten Patienten war wohl Bernard Thévenet, der später zugab, drei Jahre Kortison genommen zu haben mit negativen gesundheitlichen Folgen“. Unter seinen weiteren Kunden waren Alain Prost, Christophe Tiozzo, Greg LeMond und Gilbert Duclos-Lassalle. Er galt als der bekannteste französische Vertreter der These des „hormonellen Gleichgewichts“, der These, dass der Körper eines Sportlers durch die schweren körperlichen Belastungen in ein hormonelles Ungleichgewicht gerate, das es gelte medikamentös auszugleichen. 1975 gelang Thévenet der Sieg bei der Tour de France 1975 und zwei Jahre später erneut.
Plauds Nachfolger als Sportlicher Leiter war 1975 Maurice De Muer, der selbst von 1943 bis 1951 für Peugeot gefahren war. Von 1983 bis zur Auflösung 1989 war Roger Legeay der starke Mann in der Führung, ebenfalls ein ehemaliger Peugeot-Fahrer, der selbst siebenmal die Tour de France bestritten hatte. 1983 trug letztmals ein Fahrer des Peugeot-Teams, Pascal Simon, das Gelbe Trikot der Tour. 1986 stellte Peugeot aus wirtschaftlichen Gründen die finanzielle Unterstützung des Teams als Hauptsponsor ein, und die Mannschaft wurde nach mehr als 80 Jahren Bestehen aufgelöst. In diesen Jahren gewannen Fahrer des Teams unter anderem neunmal die Tour de France, dreimal die Vuelta a España und sechsmal Paris–Roubaix.
Als Nachfolger der Peugeot-Equipe galten die von Roger Legay geleiten Mannschaften Z-Peugeot, Z, GAN und Crédit Agricole.

## Wichtige Siege

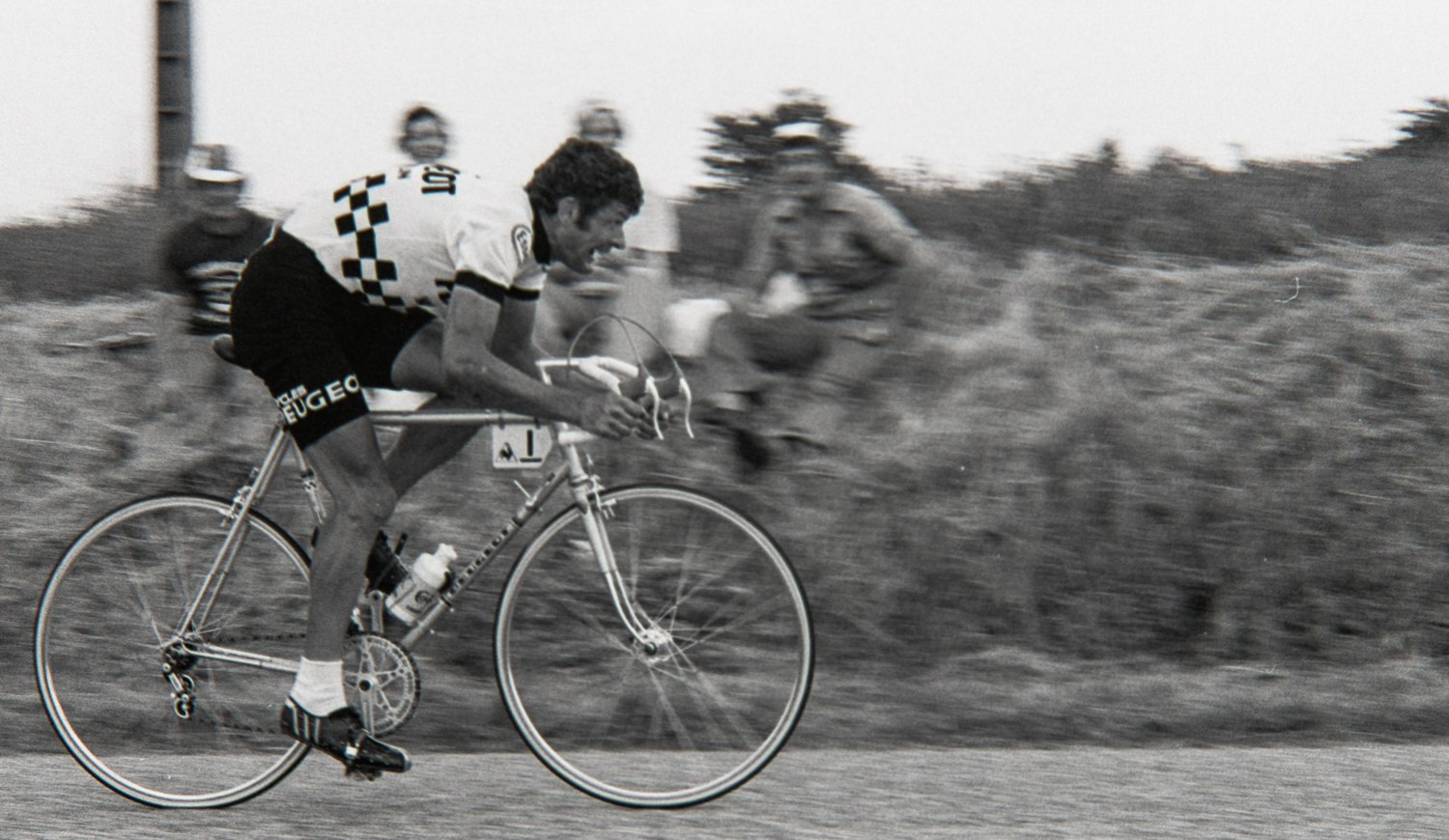
Bernard Thévenet im Peugeot-Trikot bei der Tour de France 1976.

- Tour de France 1905 Louis Trousselier, 1906 René Pottier, 1907, 1908 (beide Male: Lucien Petit-Breton), 1913, 1914 (beide Male: Philippe Thys), 1967 (Roger Pingeon), 1975, 1977 (beide Male Bernard Thévenet)
- Vuelta a España 1948 (Bernardo Ruíz), 1969 (Roger Pingeon), 1971 (Ferdi Bracke)
- Mailand–Sanremo 1907 (Lucien Petit-Breton), 1914 (Ugo Agostoni), 1918 (Costante Girardengo), 1964 (Tom Simpson), 1966, 1967 (beide Male: Eddy Merckx)
- Paris–Roubaix 1904 (Hippolyte Aucouturier), 1905 (Louis Trousselier), 1907 (Georges Passerieu), 1913 (François Faber), 1960 (Pino Cerami), 1963 (Emile Daems)
- Amstel Gold Race 1983 (Phil Anderson)
- Lüttich–Bastogne–Lüttich 1949 (Camille Danguillaume), 1957 (Frans Schoubben), 1967 (Walter Godefroot)
- Grand Prix des Nations 1949 (Charles Coste), 1962 (Ferdi Bracke)
- Paris–Tours 1906 (Lucien Petit-Breton), 1907 (Georges Passerieu), 1914 (Oscar Egg), 1917 (Philippe Thys), 1951 (Jacques Dupont), 1970 (Jürgen Tschan)
- Lombardei-Rundfahrt 1907 (Gustave Garrigou), 1908 (François Faber), 1917 (Philippe Thys), 1951 (Louison Bobet), 1970 (Franco Bitossi)